# سد لصاد
سد لصاد (به عربی: سد لصاد) یک منطقهٔ مسکونی در عربستان سعودی است که در ریاض واقع شده‌است.